# Hradčany (district de Přerov)
Pour les articles homonymes, voir Hradčany (homonymie).
Hradčany (en allemand : Hradschan ; de 1939 à 1945 : Burgstätt) est une commune du district de Přerov, dans la région d'Olomouc, en République tchèque. Sa population s'élevait à 310 habitants en 2020.

## Géographie
Hradčany se trouve à 9 km à l'est de Přerov, à 29 km à l'est-sud-est d'Olomouc et à 236 km à l'est de Prague.
La commune est limitée par Pavlovice u Přerova au nord-ouest et au nord, par Šišma au nord, par Dřevohostice à l'est, par Nahošovice et Domaželice au sud, et par Čechy et Podolí à l'ouest.

## Histoire
La première mention écrite de la localité date de 1160.